# Псалом 110

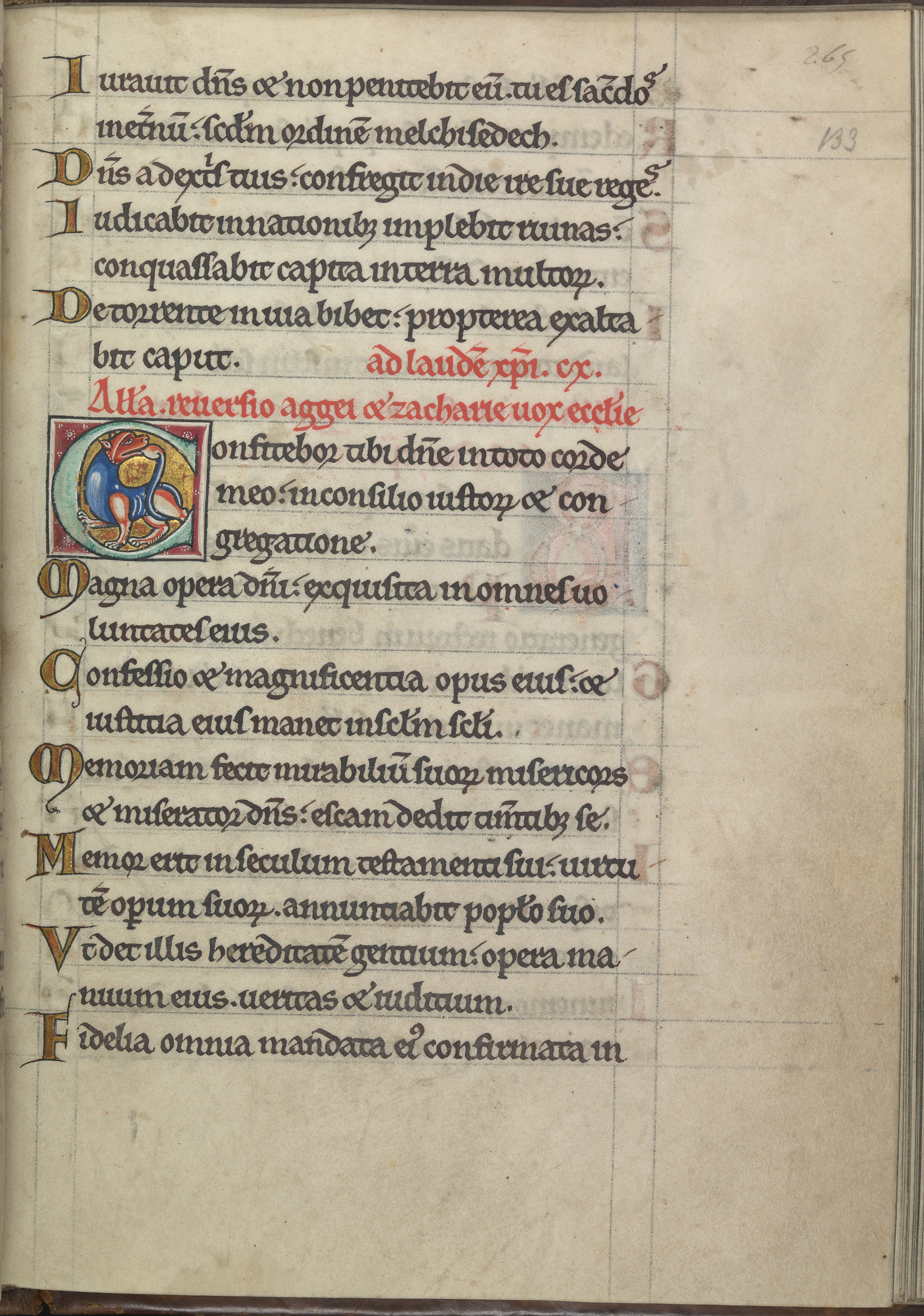
Псалом 110 в Псалтири Алиеоноры Аквитанской

Сто деся́тый псало́м — благодарственный «алфавитный» псалом, 110-й псалом из книги Псалтирь (в масоретской нумерации — 111-й). Известен по латинскому инципиту Confitebor tibi Domino, «Исповѣмся Тебѣ Господи». Является одним из восьми псалмов, составленных в виде акростиха: 9, 24, 33, 36, 110, 111, 118, 144.
Псалом радости за избавление от рабства, поэтому начинается со слова «аллилуйя» («восхвалите Господа»). Псалмы 110 и 111 — связаны друг с другом и, вероятно, написаны кем-либо из окружения Неемии. 110-й псалом оканчивают словами о страхе Господнем («страх Господень»), словами, которыми начинают последующий 111-й псалом («боящийся Господа») как продолжение общей темы.
Прославление Бога за щедроту, правоту, истину, твёрдость в Его обещаниях. Он заслуживает благоговения и выполнение Его заповедей — начало мудрости.

## Текст
Псалом на еврейском языке составлен в виде акростиха согласно количеству и порядку букв еврейского алфавита, представляя собой один из видов художественного построения речи, облегчающего её запоминание и предохраняющего от посторонних вставок или изъятий. Акростих виден лишь в псалме на еврейском языке, причём в одном стихе — по две буквы еврейского алфавита последовательно (в заключительных двух стихах — по три буквы), то есть в еврейской традиции текст разбит по-иному, в отличие от христианской традиции. В еврейской традиции псалом состоит из 23-х стихов — надписание-призыв для общины для восхваления Бога и 22 стиха в соответствии с количеством и порядком букв еврейского алфавита, преимущественно по три слова в стихе.
А. С. Десницкий полагал, что 110-й псалом построен по принципу параллелизма, что он показал на примере пятого стиха «пищу даёт боящимся Его; вечно помнит завет Свой» (Пс. 110:5):

Такое совпадение кажется чисто внешним, случайным: «давать пищу» и «помнить завет» — слишком несхожие понятия, да и предлог ל‎ употреблён в двух совершенно различных функциях. Выделить здесь явные лексические пары невозможно, равно как и найти сколь-нибудь существенные фонетические созвучия. Но этот стих предстанет перед нами в несколько ином свете, если мы рассмотрим его в контексте — причём в самом широком контексте, включающем все идеи и представления, на фоне которых звучало это высказывание. Ключевое понятие здесь — завет. Договор, заключённый Богом с избранным им народом, подразумевает, что люди чтят («боятся») Бога, а Он не оставляет их своей заботой («помнит»). Упоминание пищи здесь тоже нелишне, поскольку с заключением этого договора неразрывно связана история о манне — пище, чудесным образом данной Богом Своему народу в пустыне.
— А. С. Десницкий
| Греческий текст                                       | Церковнославянский перевод греческого текста | Еврейский текст              |
| ----------------------------------------------------- | -------------------------------------------- | ---------------------------- |
| αλληλουια                                             | аллилуiа                                     | הללו יה‬                      |
| εξομολογησομαι σοι κυριε εν ολη καρδια μου            | исповѣмся тебѣ господи всѣмъ сердцемъ моимъ  | Алеф אודה יהוה בכל לבב‬       |
| εν βουλη ευθειων και συναγωγη                         | въ совѣтѣ правыхъ и сонмѣ                    | Бет בסוד ישרים ועדה‬          |
| μεγαλα τα εργα κυριου                                 | велiя дѣла господня                          | Гимель גדלים מעשי יהוה‬       |
| εξεζητημενα εις παντα τα θεληματα αυτου               | изыскана во всѣхъ воляхъ его                 | Далет דרושים לכל חפציהם‬      |
| εξομολογησις και μεγαλοπρεπεια το εργον αυτου         | исповѣданiе и великолѣпiе дѣло его           | Хе הוד והדר פעלו‬             |
| και η δικαιοσυνη αυτου μενει εις τον αιωνα του αιωνος | и правда его пребываетъ въ вѣкъ вѣка         | Вав וצדקתו עמדת לעד‬          |
| μνειαν εποιησατο των θαυμασιων αυτου                  | па́мять сотвори́лъ е́сть чуде́съ свои́хъ          | Заин זכר עשה לנפלאתיו‬        |
| ελεημων και οικτιρμων ο κυριος                        | милостивъ и щедръ господь                    | Хет חנון ורחום יהוה‬          |
| τροφην εδωκεν τοις φοβουμενοις αυτον                  | пищу даде боящымся его                       | Тет טרף נתן ליראיו‬           |
| μνησθησεται εις τον αιωνα διαθηκης αυτου              | помянетъ въ вѣкъ завѣтъ свой                 | Йуд יזכר לעולם בריתו‬         |
| ἰσχυν εργων αυτου ανηγγειλεν τω λαω αυτου             | крѣпость дѣлъ своихъ возвѣсти людемъ своимъ  | Каф כח מעשיו הגיד‬            |
| του δουναι αυτοις κληρονομιαν εθνων                   | дати имъ достоянiе языкъ                     | Ламед לעמו לתת להם נחלת גוים‬ |
| εργα χειρων αυτου αληθεια και κρισις                  | дѣла рукъ его истина и судъ                  | Мем מעשי ידיו אמת ומשפט‬      |
| πισται πασαι αι εντολαι αυτου                         | вѣрны вся заповѣди его                       | Нун נאמנים כל פקודיו‬         |
| εστηριγμεναι εις τον αιωνα του αιωνος                 | утвержены въ вѣкъ вѣка                       | Самех סמוכים לעד לעולם‬       |
| πεποιημεναι εν αληθεια και ευθυτητι                   | сотворены во истинѣ и правотѣ                | Аин עשוים באמת וישר‬          |
| λυτρωσιν απεστειλεν τω λαω αυτου                      | избавленiе посла людемъ своимъ               | Пе פדות שלח לעמו‬             |
| ενετειλατο εις τον αιωνα διαθηκην αυτου               | заповѣда въ вѣкъ завѣтъ свой                 | Цади צוה לעולם בריתו‬         |
| αγιον και φοβερον το ονομα αυτου                      | свято и страшно имя его                      | Куф קדוש ונורא שמו‬           |
| αρχη σοφιας φοβος κυριου                              | начало премудрости страхъ господень          | Реш ראשית חכמה יראת יהוה‬     |
| συνεσις αγαθη πασι τοις ποιουσιν αυτην                | разумъ же благъ всѣмъ творящымъ              | Шин שכל טוב לכל עשיהם‬        |
| η αινεσις αυτου μενει εις τον αιωνα του αιωνος        | хвала его пребываетъ въ вѣкъ вѣка            | Тав תהלתו עמדת לעד‬           |

## Толкование
Псалом возможно поделить на две неравные части — хвалу (стихи 1—2) и хиазм (стихи 3—10):
«Аллилуия. Славлю, Господи, всем сердцем в совете праведных и в собрании. Велики дела Господни, вожделенны для всех, любящих оные. Дело Его — слава и красота» (стихи 1—3 а).
а) «и правда Его пребывает вовек» (стих 3 б);
б) «памятными соделал Он чудеса Свои» (стих 4 а);
в) «милостив и щедр Господь» (стих 4 б);
г) «пищу даёт боящимся Его» (стих 5 а);
д) «вечно помнит завет Свой» (стих 5 б);
е) «силу дел Своих явил Он народу Своему, чтобы дать ему наследие язычников» (стих 6);
ж) «дела рук Его — истина и суд» (стих 7 а);
з) «все заповеди Его верны, тверды на веки и веки» (стихи 7 б — 8 а);
ж) «основаны на истине и правоте» (стих 8 б);
е) «избавление послал Он народу Своему» (стих 9 а);
д) «заповедал на веки завет Свой» (стих 9 б);
г) «свято и страшно имя Его» (стих 9 в);
в) «начало мудрости — страх Господень» (стих 10 а);
б) «разум верный у всех, исполняющих заповеди Его» (стих 10 б);
а) «хвала Ему пребудет вовек» (стих 10 в).
Первый стих
«Славлю [Тебя], Господи, всем сердцем [моим] в совете праведных и в собрании»
Толкование протоиерея Разумовского: «Ветхозаветная иудейская церковь называется советом правых, или праведных, не потому, что все, принадлежавшие к ней были праведными, а потому, что должны быть таковыми. Для того она и установлена была, чтобы на земле были такие люди, которые благочестиво и праведно чтили Бога, живя по предписанным от Бога законам».
Десятый стих
«Начало мудрости — страх Господень; разум верный у всех, исполняющих заповеди Его. Хвала Ему пребудет вовек».
Толкование профессора Лопухина: «Истинное познание Господа не у того, кто теоретически в Него верует, но кто живёт согласно Его заповедей: теория и практика, вера и жизнь должны быть объединены».

## Богослужебное использование
Католицизм
По уставу святого Бенедикта 110-й псалом поют на воскресной вечерни.
Православие
110-й псалом состоит в 16-й кафизме, поют в тех частях православной литургии, куда входит кафизма. Целиком 110-й псалом поют в чине благословения илитона после начальных молитв, последование часов в навечерии Рождества Христова, на утрени в субботу 7-й седмицы после Пасхи, во время Великого поста, на утрени в субботу праведного Лазаря, в среду Страстной седмицы, на утрени субботней службы, в праздники Богоявления и Благовещения. Отдельные стихи псалма поют по разным случаям.
Иудаизм
В талмудическом иудаизме отдельные стихи псалма использованы в праздничной молитве «Амида» иудейского праздника Рош ха-Шана. Также последние строки псалма «начало мудрости — страх Господень; разум верный у всех, исполняющих заповеди Его. Хвала Ему пребудет вовек» цитируют после утреннего пробуждения.

## Рецепция
Музыка
Текст 110-го псалма неоднократно использовали композиторы эпохи Возрождения и барокко. Клаудио Монтеверди написал на него три мотета (в сборнике «Selva morale», 1641; SV 265–267). Анри Демаре сочинил Confitebor tibi Domine (1707) по мотивам псалма, а Марк-Антуан Шарпантье на текст псалма написал четыре произведения.
Литература
| Всем сердцем моим исповемся Тебе, в советех правых, Боже, живый в небе. Яко милость Его на нас утвердися, истина Господня вечна сотворися. В хвалех, лепоте дело си являет, а правда Его вечно пребывает. Боящимся си пищу даровал есть, юже Собою верным уготовал есть. Еже отечество языков им дати, в истинне в суде вся Он весть делати. Яко в истинне быша сотворенны и на правоте Богом укрепленны. Имя Господне свято есть вовеки и страшно везде между человеки. Разум же благ всем, иже сотворяют, со страхом дело, еже начинают. Симеон Полоцкий, «Псалтирь рифмотворная», 1678 | Естьли Божій страхъ въ сердцѣ обитаетъ, Къ вышнему умомъ кто всегда взлетаетъ, Адаманта сей чище много разъ, Твердь какъ камень той въ честности всякъ часъ. Ежели не зримъ Божья мы величья, Разна чудеси многова отличья, И порядка въ нихъ пышна естества; Не узримъ во вѣкъ мы и божества. Ахъ! когда бъ ево мы не забывали, Въ добродѣтели бъ тверды пребывали: Ей въ насъ мѣсто есть, только корень слабъ: Лютости страстей рѣдкой въ насъ не рабъ. Истинна одна насъ путемъ да водитъ! Къ трону въ небеси ложь и не подходитъ. Ангели Царя держатъ тамо тронъ: Я погибъ, когда мной погибъ законъ. А. П. Сумароков, 1787 | Сердцемъ Го́спода прославлю Изъ глубокости всея; Въ правыхъ сонмѣ я представлю Похвалы Пѣснь моея. Божiи дѣла́ велики! Ихъ изыскиваютъ тѣ Человѣковъ бо́дры лики, Коихъ-во́ля въ правотѣ. Есть Величество, все дѣло, Велелѣпность токмо то; Правда въ вѣкъ Его всецѣло, Несравненно съ ней ничто. Достопамятны изволилъ Чудеса содѣлать намъ; Милостiю удоволилъ Насъ и щедростiю Самъ. Кои-Го́спода боятся, Пи́щу далъ тѣмъ, да во свѣтъ По-любви къ Нему стремятся: Въ вѣкъ Онъ по́мнитъ свой завѣтъ. Тверду крѣпость, многолѣтство, Людямъ возвѣстилъ свои́мъ; Да въ бесспорное наслѣдство Всѣ отдастъ народы имъ. Рукъ Его дѣла́ всемѣрны, Истинна во всемъ и судъ, Заповѣди достовѣрны Всѣ Его суть, и не въ трудъ. Въ вѣкъ и въ вѣкъ тѣ утвержденны; Истинна и Правота, Въ коихъ о́ны сотворенны, Ихъ едина есть чета. Самъ свои́мъ послалъ избаву, Въ вѣкъ Завѣтъ свой утвердилъ; Что-есть-свя́то Имя въ славу, И что-стра́шно, всякъ бы мнилъ. Всей премудрости нача́ло Есть единъ Господень страхъ; Въ вѣки хва́ленъ Онъ не мало, И къ Нему боязнь, умъ благъ. В. К. Тредиаковский, 1753 |